# Sagama
Sagama (sardinsky: Sàgama) je italská obec (comune) v provincii Oristano v regionu Sardinie. Nachází se ve výšce 333 metrů nad mořem a má 190 obyvatel. Rozloha obce je 11,72 km².